# Borboropsis steyskali
Borboropsis steyskali är en tvåvingeart som beskrevs av Wayne N. Mathis 1973. Borboropsis steyskali ingår i släktet Borboropsis och familjen myllflugor.
Artens utbredningsområde är Oregon. Inga underarter finns listade i Catalogue of Life.